# 2014年冬季残疾人奥林匹克运动会西班牙代表团
2014年冬季残疾人奥林匹克运动会西班牙代表团是西班牙派出的2014年冬季残疾人奥林匹克运动会代表团。获得1枚金牌、1枚银牌和1枚铜牌。